# Laudetia
Laudetia là một chi nhện trong họ Liocranidae.